# Велико Чрнело
Велико Чрнело (словен. Veliko Črnelo) — поселення в общині Іванчна Гориця, Осреднєсловенський регіон, Словенія. Висота над рівнем моря: 325,4 м.